# マリナー10号
マリナー10号 (Mariner 10) は1973年に打ち上げられたアメリカ航空宇宙局 (NASA) の宇宙探査機。マリナー計画の最終機で、マリナー9号からおよそ2年後に打ち上げられ、金星および水星を探査した。人類が初めて水星を調査した探査機であり、2008年にメッセンジャーが水星スイングバイをするまでは水星に接近した唯一の探査機であった。また、複数の惑星を1機で探索した最初の探査機でもある。

## 概要

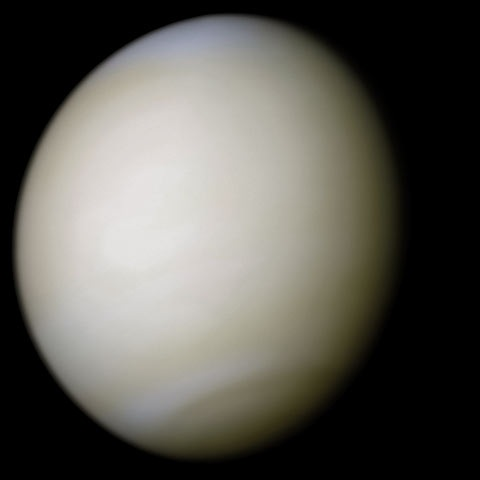
マリナー10号が撮影した金星（実際の色）

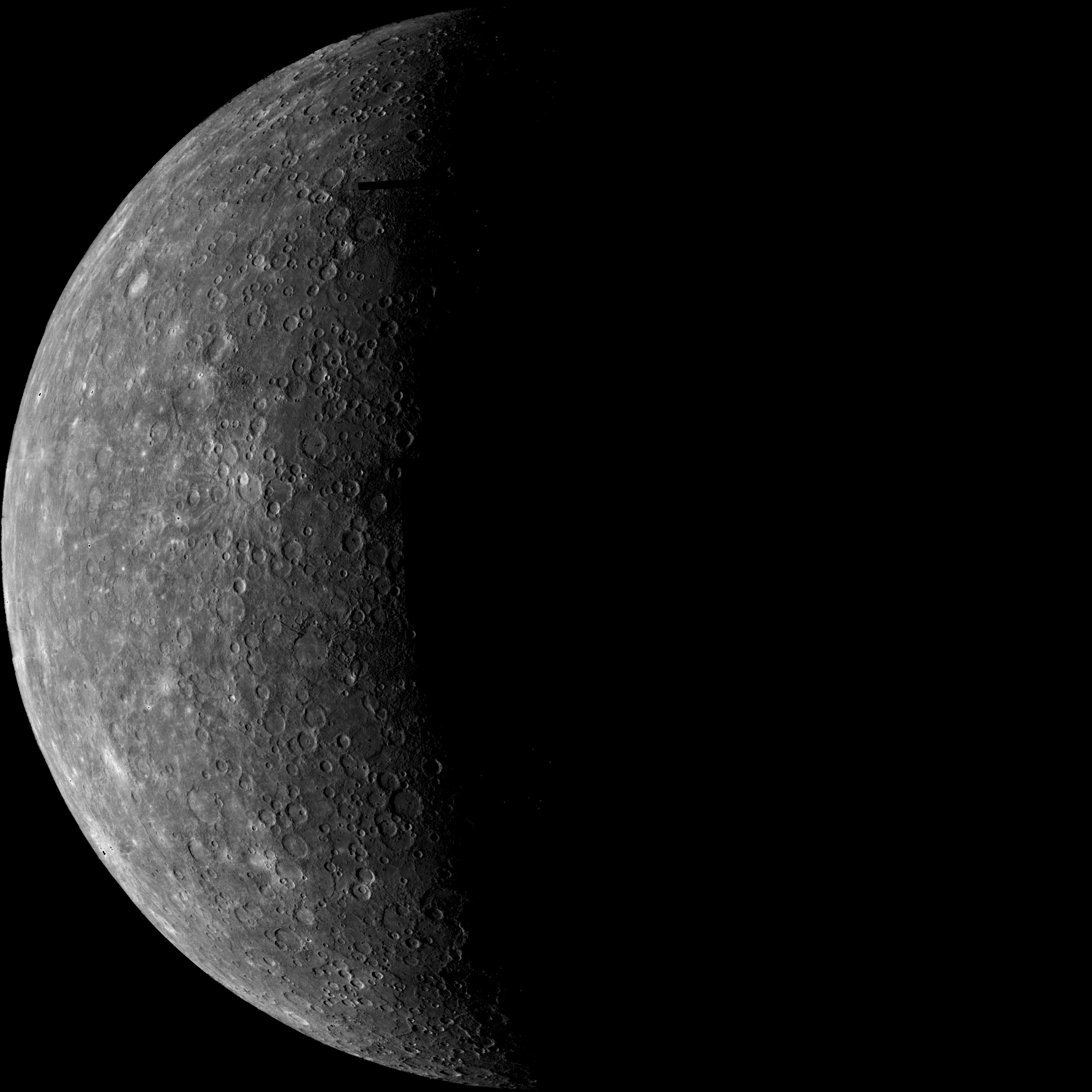
マリナー10号が撮影した水星

1973年11月3日にケープ・カナベラルよりアトラス・セントール・ロケットによって打ち上げられた。探査機の目的は、金星および水星の探査である。
マリナー10号は、打ち上げ後およそ4ヶ月をかけて、何度かの軌道修正を繰り返しながら金星へ向かった。1974年2月5日には金星に5,768kmまで最接近し、紫外線フィルタを用いて金星の鉤状雲をはじめとする大気の撮影を行なった。この後、マリナー10号は金星を用いたスイングバイによって太陽を約半年（水星の公転周期の約2倍）で周回する軌道に乗り、水星へと向かった。スイングバイを使用した探査機はマリナー10号が初めてである。
1974年3月29日と9月21日、1975年3月16日に、マリナー10号は水星近傍を通過した。3月29日には703km、9月21日には48,070km、1975年3月16日には327kmまで接近した。その際に、水星の写真撮影を行い、地表の4割を撮影することに成功した。また、放射温度計による計測から、昼間面の地表温度は187℃、夜間面は-183℃であることが判明した。
水星への接近後、姿勢制御用の燃料を使い果し太陽の周囲を公転するだけとなった。その後1975年3月24日まではマリナー10号の追跡は続けられた。現在もまだマリナー10号は人工惑星として太陽の周りを周回しているものと考えられる。

## 装備
- 高感度アンテナ
- 太陽電池パネル
- 磁力計
- 紫外線分光器 ほか

## 諸元
重量：約500kg

## 参考書籍
- 『太陽系はここまでわかった』リチャード・コーフィールド著、水谷淳訳、文藝春秋社、ISBN 978-4-16-370480-7[要ページ番号]

## 注
1. ↑  その後も何回かのスイングバイの後、メッセンジャーは水星の衛星軌道に投入された初の探査機となった。